# Amapa, Mexiko
Amapa är en ort i Mexiko.   Den ligger i kommunen San Juan Bautista Tuxtepec och delstaten Oaxaca, i den sydöstra delen av landet, 300 km öster om huvudstaden Mexico City. Amapa ligger 42 meter över havet och antalet invånare är 308.
Terrängen runt Amapa är platt. Runt Amapa är det ganska tätbefolkat, med 139 invånare per kvadratkilometer. Närmaste större samhälle är Nuevo Paso Nazareno, 5,4 km väster om Amapa. Trakten runt Amapa består till största delen av jordbruksmark.